# Asterostigma tweedianum
Asterostigma tweedianum är en kallaväxtart som beskrevs av Heinrich Wilhelm Schott. Asterostigma tweedianum ingår i släktet Asterostigma och familjen kallaväxter. Inga underarter finns listade.